# 農耕社会
農耕社会（のうこうしゃかい、agrarian society）とは、その経済が農耕によって成り立っている社会の事である。
別の定義としては国内総生産に農業が占める割合をみることで判断できる。農耕社会では、土地の耕作が富の第一の源である。生活や仕事における他の手段も存在するが、農業の重要性は際立っている。農耕社会は新石器時代における新石器革命（農耕革命）によって始まったとされ、以来およそ10000年間、今日に至るまで世界の様々な部分において存在してきた。記録された人類の歴史の大半で、社会経済組織の最も一般的な形態となっている。異なる農業社会の間には特定の類似点は存在するものの、空間的・時間的に大きな差により、一律同等な農耕文化は存在しない。